# Steinbachsmühle
Steinbachsmühle ist ein Gemeindeteil der Stadt Ludwigsstadt im Landkreis Kronach (Oberfranken, Bayern).

## Geographie
Die Einöde liegt im Tal des Steinbachs, eines rechten Zuflusses der Loquitz, direkt an der thüringischen Grenze. Ein Wirtschaftsweg führt zu einer Gemeindeverbindungsstraße, die nach Falkenstein verläuft (2,1 km westlich).

## Geschichte
Steinbachsmühle wurde erstmals 1487 in einem Lehenbrief der Herrschaft Lauenstein erwähnt. Eine weitere Nennung war 1501 im Zinsregister. Im Jahr 1558 stritten sich Christoph von Thüna auf Lauenstein und Hartmann von Könitz auf Lichtentanne um die Zinszahlungen der Mühle. Am 22. Mai 1687 zerstörte ein Feuer das Anwesen, das wieder aufgebaut wurde. Eine Wetterfahne mit den Initialen „HF 1696“ erinnert an den damaligen Besitzer des Mühlengehöfts Hans Fiedler, der bis 1705 die Mühle betrieb. Im Jahr 1697 bestand das Anwesen aus einer Wohnung, einer Mühle, einem Viehstall, einer Scheune und einem Schafstall. Seit einer Erneuerung des Mühlengehöfts ist das verschieferte Wohnhaus mit der Jahreszahl „1868“ bezeichnet. Damals umfasste das Anwesen das Wohnhaus und die Mühle, eine Scheune, eine Holzlege, ein Austragshäuslein und einen Keller auf sachsen-meiningischem Gebiet.
Steinbachsmühle gehörte zur Realgemeinde Steinbach an der Haide. Gegen Ende des 18. Jahrhunderts bestand es aus einer Mühle, die ein Mahl- und Schneidwerk antrieb. Das Hochgericht übte das bayreuthische Amt Lauenstein aus. Die Grundherrschaft hatte das Kastenamt Lauenstein inne.:S. 508
Von 1797 bis 1808 unterstand der Ort dem Justiz- und Kammeramt Lauenstein. Mit dem Gemeindeedikt wurde Steinbachsmühle dem 1808 gebildeten Steuerdistrikt Lauenstein und der 1818 gebildeten Ruralgemeinde Steinbach an der Haide zugewiesen.
Von 1945 bis 1990 verlief die innerdeutsche Grenze entlang dem Steinbach. Kellerräume des Mühlengehöfts, die auf thüringischem Gebiet lagen, sprengten die Grenztruppen der DDR.
Die Mahlmühle arbeitete bis um 1970. Am 1. Januar 1978 wurde Steinbachsmühle im Zuge der Gebietsreform in Bayern in Ludwigsstadt eingegliedert.:S. 599f

### Baudenkmäler
Das Anwesen ist denkmalgeschützt.

### Einwohnerentwicklung
| Jahr      | 001818   | 001861 | 001871 | 001885 | 001900 | 001925 | 001950 | 001961 | 001970 | 001987 |
| Einwohner | *        | 6      | 5      | 8      | 7      | 6      | 9      | 8      | 3      | 1      |
| Häuser    | *        |        |        | 1      | 2      | 1      | 1      | 1      |        | 1      |
| Quelle    | :S. 599f | [ 8 ]  | [ 9 ]  | [ 10 ] | [ 11 ] | [ 12 ] | [ 13 ] | [ 14 ] | [ 15 ] | [ 1 ]  |

## Religion
Der Ort ist seit der Reformation evangelisch-lutherisch geprägt und nach St. Elisabeth (Steinbach an der Haide) gepfarrt.:S. 508